# Price Daniel

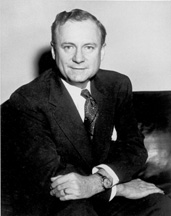
Price Daniel (um 1955)

Marion Price Daniel, Sr. (* 10. Oktober 1910 in Dayton, Texas; † 25. August 1988 in Liberty, Texas) war ein US-amerikanischer Jurist und Politiker (Demokratische Partei). Er war zwischen 1953 und 1957 US-Senator sowie zwischen 1957 und 1963 Gouverneur des Bundesstaates Texas.

## Werdegang
Price Daniel wurde am 10. Oktober 1910 in Dayton, Texas geboren. Er graduierte an der Baylor University. Danach arbeitete er als Rechtsanwalt im Liberty County.
Daniel wurde 1939 als Demokrat in das Repräsentantenhaus von Texas gewählt. Dort trat er gegen Texas' Annahme einer Umsatzsteuer ein und wurde 1943 zum Speaker of the House gewählt. Nach seiner Amtszeit als Speaker verpflichtete er sich als Private in der US Army. 1946 wurde er mit dem Dienstgrad eines Captains entlassen.
Anschließend kehrte er nach Texas zurück und wurde dort in das Amt des Attorney General gewählt. Infolge seiner Amtstätigkeit verteidigte Daniel die Law School der University of Texas in dem Fall Sweatt v. Painter. Des Weiteren war er auch in die Auseinandersetzung über das Waffenrecht verwickelt. Ferner war Daniel ein Unterstützer von Dwight D. Eisenhower bei den US-Präsidentschaftswahlen von 1952. Im selben Jahr wurde Daniel in den US-Senat gewählt. Eine seiner ersten Handlungen dort war es, einen Gesetzentwurf zum Waffenrecht zu formulieren, der durch Präsident Eisenhower unterzeichnet wurde. Er war gegen die Aufhebung der Rassentrennung (Desegregation) und unterzeichnete 1956 das sogenannte Southern Manifesto, ein Protestschreiben gegen die Gleichberechtigung der Schwarzen.
Anschließend kandidierte US-Senator Daniel 1956 für das Amt des Gouverneurs von Texas und gewann die Wahl. Sein innerparteilicher Mitbewerber Ralph Yarborough folgte daraufhin Daniel infolge einer außerordentlichen Wahl, die 1957 abgehalten wurde, in den Senat nach. Er übernahm das Amt von dem provisorischen Amtsinhaber William A. Blakley, der das Amt kurzzeitig innehatte. Daniel wurde als Gouverneur 1958 und 1960 wiedergewählt. Beeindruckend für die Gouverneurswahl von 1960 war, dass Daniel die Wahl mit einer erheblich größeren Mehrheit gewann, als John F. Kennedy und Lyndon B. Johnson ihre demokratischen Präsidentschafts- und Vizepräsidentschaftsnominierung erzielten. Daniel erhielt 1.637.755 Stimmen (72,8 Prozent) im Vergleich zum Republikaner William Steger, der auf 612.963 Stimmen (27,2 Prozent) kam.
Während der Legislaturperiode von 1961 wurde eine 2-Cent-Umsatzsteuer verabschiedet, welche Daniel allerdings nicht unterzeichnete, so dass das Gesetz, das die Pleite des Staates verhindern sollte, nicht rechtskräftig wurde. Nach der Verabschiedung der Umsatzsteuer schwand Daniels Popularität und er scheiterte bei dem Versuch 1962 für eine vierte Amtszeit. Er verlor die demokratische Nominierung an den ehemaligen Marinestaatssekretär John Connally, der dann auch den Republikaner Jack Cox besiegte.
Danach wurde er durch den Präsidenten Lyndon B. Johnson zum Leiter des Office of Emergency Preparedness ernannt. 1971 wurde er durch den Gouverneur Preston Smith an das Kammergericht von Texas (Texas Supreme Court) berufen, wobei er dort zweimal, 1972 und 1979, wiedergewählt wurde. Während seiner zweiten Amtszeit entschloss er sich dann, in den Ruhestand zu gehen.
Price Daniel verstarb am 25. August 1988 in Liberty. Er wurde in der Familiengrabstätte beigesetzt.

## Ehrungen
Das Price Daniel, Sr. State Office Building wurde zu seinen Ehren nach ihm benannt.

## Familie
Daniels Ehefrau, Jean Houston Daniel, war die Ur-Urenkelin des legendären Sam Houston. Daniels ältester Sohn, Price Daniel Jr., war, wie sein Vater, später Speaker in Texas' Abgeordnetenhaus, allerdings nur eine einzige Amtszeit. Daniel Jr. wurde durch einen Gewehrschuss 1981 getötet. Seine zweite Ehefrau wurde des Mordes beschuldigt, aber sie wurde freigesprochen. Price und Jean Daniels andere Kinder waren Jean Houston Murph, Houston Lee und John Baldwin. Sein Bruder Bill (1915–2006) war Gouverneur von Guam.